# Halina Konopacka
Halina Konopacka (Rawa Mazowiecka, 11 novembre 1900 – Daytona Beach, 28 gennaio 1989) è stata una discobola polacca, vincitrice della medaglia d'oro alle Olimpiadi di Amsterdam 1928, primo alloro nella storia olimpica del suo Paese. Fu la prima donna a ricevere un oro olimpico.
Ha stabilito tre volte il record mondiale, che ha detenuto fra il maggio e l'agosto 1926 e fra il maggio 1927 e l'agosto 1932.
È stata eletta due volte sportivo polacco dell'anno, nel 1927 e nel 1928.